# Apostasia no Judaísmo
Apostasia no Judaísmo refere-se à rejeição do judaísmo e possível deserção de um judeu para uma outra religião. O termo apostasia é derivado do grego antigo apostátis (ἀποστάτης), que significa "rebelde" (em hebraico:  מרד). Expressões equivalentes para apóstata em hebraico que são usadas por estudiosos rabínicos incluem mumar (מומר, literalmente "o que foi mudado"), poshea Yisrael (פושע ישראל, literalmente, "transgressor de Israel"), e kofer (כופר, literalmente "negador"). Termos semelhantes são meshumad (משומד, lit. "destruído"), alguém que abandonou sua fé, e min (מין) ou epikoros (אפיקורוס), que denotam a negação de Deus e do judaísmo, implicando ateísmo.

## Exemplos

### Na Bíblia
A primeira referência registrada à apostasia no judaísmo está em Deuteronômio 13:6-11, que afirma:

Se teu irmão, filho de tua mãe, ou teu filho, ou tua filha, ou a mulher do teu coração, ou o teu amigo, que te é como a tua alma, te incitar em segredo, dizendo: Vamos e sirvamos outros deuses desconhecidos a ti e a teus pais,
dos deuses dos povos que estão ao redor de ti, perto ou longe de ti, desde uma extremidade da terra até a outra,
não lhe cederás, nem o ouvirás, o teu olho não terá piedade dele, nem o pouparás, nem o esconderás;
mas certamente o matarás. A tua mão será a primeira contra ele para o matar, e depois a mão de todo o povo.
Tu o apedrejarás, até que morra; porque procurou apartar-te do SENHOR teu Deus, que te tirou da terra do Egito, da casa de servidão.
Todo o Israel ouvirá, e temerá, e não se tornará a fazer uma coisa má como esta, no meio de ti.

### No Talmude
No Talmude, Elisha Ben Abuyá (referido como Archer, o "Outro") é apontado como um apóstata pelos rabinos.

### Espanha medieval
Na Espanha medieval ocorreu uma conversão sistemática de judeus para o cristianismo, em grande parte sob ameaças e à força. A apostasia desses conversos provocou a indignação de alguns judeus no país e tornou-se ilegal chamar um converso pelo epíteto tornadizo (renegado).
Vários inquisidores da inquisição espanhola, como Tomás de Torquemada e Francisco de Quiñones, o Bispo de Coria, são considerados descendentes de judeus apóstatas. Apóstatas conhecidos que marcaram a história tentando converter outros judeus nos séculos XIV e XV incluem Juan de Valladolid e Astruc Remoch.
Alguns judeus espanhóis, entretanto, permaneceram criptojudeus apesar de serem compelidos a se converter ao cristianismo (veja Anusim). Eles também são chamados de Marranos.

### Sabbatai Zevi e Jacob Frank
Em 1648 Sabbatai Zevi afirmou ser o Messias judeu. Seus seguidores judeus eram conhecidos como sabatinos. Zevi se converteu ao Islão em 1666. Depois, alguns de seus seguidores converteram-se voluntariamente, mas continuaram a praticar rituais sabatinos. Essas pessoas se tornaram conhecidas como Dönme.
Na década de 1750 Jacob Frank afirmou que ele era a reencarnação de Zevi e atraiu muitos seguidores na Polônia, conhecidos como Frankistas. Em 1759, com seu encorajamento, mais de 500 frankistas foram batizados como católicos. Ele também foi batizado, com o rei da Polônia como seu padrinho.